# Ambassade de Pologne en France
L'ambassade de Pologne en France (polonais : Ambasada Rzeczypospolitej Polskiej w Paryżu) est la représentation diplomatique de la république de Pologne auprès de la République française. Elle est située au 1 rue de Talleyrand, dans le 7e arrondissement de Paris, la capitale du pays. Son ambassadeur est, depuis 2022, Jan Emeryk Rościszewski.

## Bâtiment
L'ambassade est située 1, rue de Talleyrand, à Paris.
La résidence de l'ambassadeur se trouve à quelques mètres dans l'hôtel de Monaco. Il s'agit d'un hôtel particulier du faubourg Saint-Germain à Paris. Situé près des Invalides, l'accès se fait rue Saint-Dominique par une allée privée. Il est construit en 1774 par Alexandre-Théodore Brongniart sur commande de Marie-Catherine Brignole, qui vient de divorcer du prince Honoré III de Monaco.
Après la Révolution française, le bâtiment abrite notamment l'ambassade d'Autriche. Il est ensuite largement modifié sous la monarchie de Juillet par William Williams-Hope.
Le service économique et commercial de l'ambassade se trouve 86, rue de la Faisanderie (16e arrondissement).

## Histoire

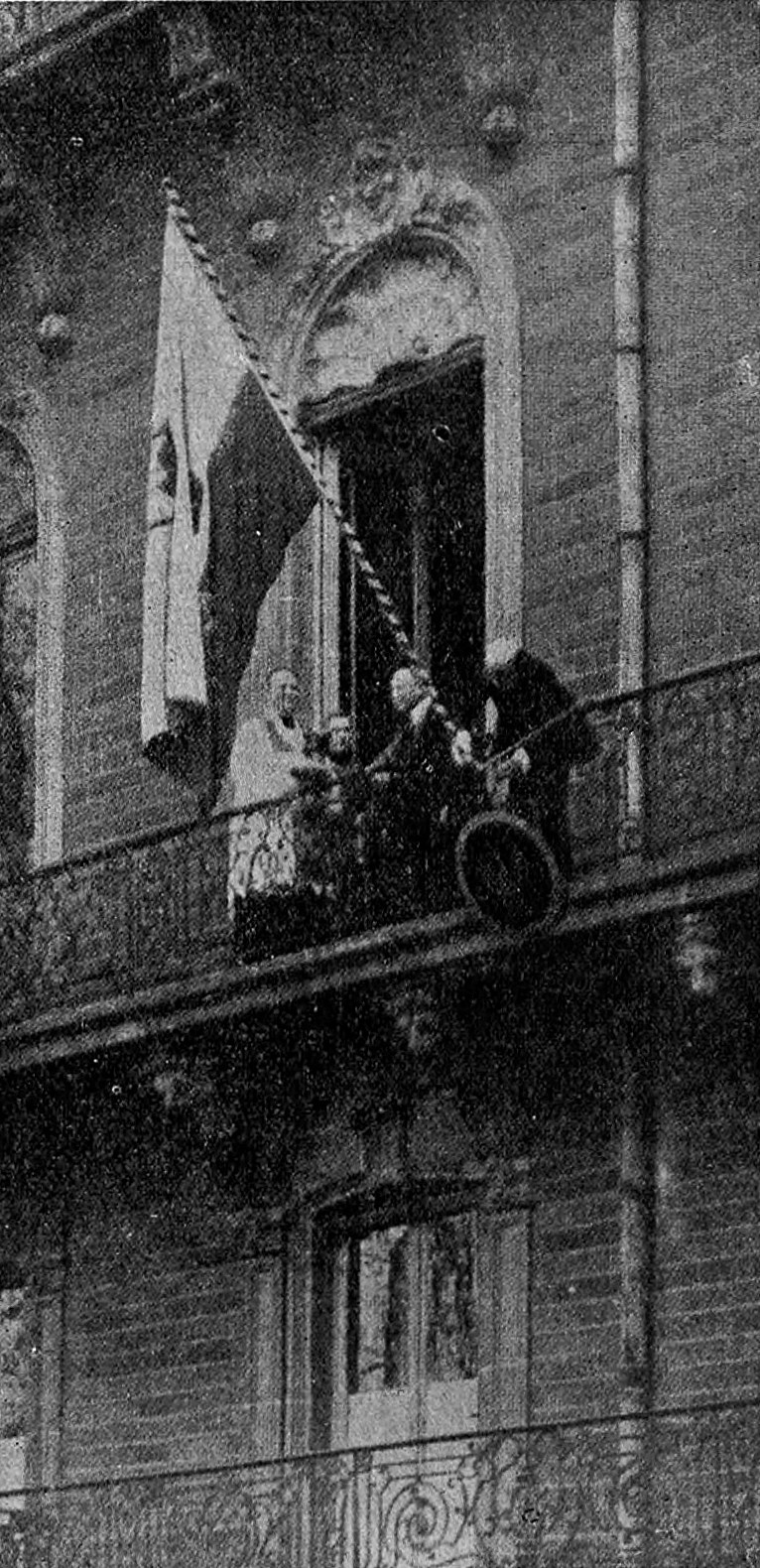
Inauguration de l'ambassade de l'avenue de Tokio en 1925.

L'ambassade de Pologne est située dans ce bâtiment depuis 1936.
Auparavant, l'ambassade était située dans le 16e arrondissement, au 12-14 avenue de Tokio (actuelle avenue de New-York) où elle avait été inaugurée le 3 mai 1925, lors de la fête de la Constitution du 3 mai. Elle en a été expropriée et le bâtiment a été détruit pour construire le palais de Tokyo. Ce bâtiment se trouvait au niveau de l'actuel musée d'Art moderne de Paris, qui occupe l'aile Est du palais de Tokyo.
De plus, le 15 avenue George-V fut loué pendant quelque temps à la délégation de Pologne qui participa aux négociations du traité de Versailles après la Première Guerre mondiale.
Le 30 novembre 1949 et le 2 juin 1962, des attentats au plastic ont été commis contre l'ambassade.
Fin 1981, mettant fin aux grèves de Gdańsk menées par Solidarność, le général Jaruzelski déclare la loi martiale en Pologne. Des manifestations de soutien aux syndicalistes polonais ont alors lieu à de nombreux endroits de France, auxquelles assistent des intellectuels, des chercheurs et des artistes. L'une d'entre elles se tient le 14 décembre devant l'ambassade de Pologne.

## Ambassadeurs de Pologne en France
| Date de nomination                | Date de nomination | Date de remise des lettres de créance | Date de remise des lettres de créance | Ambassadeur             | Photo |
| --------------------------------- | ------------------ | ------------------------------------- | ------------------------------------- | ----------------------- | ----- |
| ?                                 |                    | 17 juin 1947                          | [ JORF 1 ]                            | Jerzy Putrament         |       |
| ?                                 |                    | 6 avril 1954                          | [ JORF 2 ]                            | Stanisław Gajewski (pl) |       |
| ?                                 |                    | 24 juin 1961                          | [ JORF 3 ]                            | Jan Druto (pl)          |       |
| ?                                 |                    | 3 juillet 1969                        | [ JORF 4 ]                            | Tadeusz Olechowski      |       |
| 2 avril 1972[réf. nécessaire]     |                    | 2 juin 1972                           | [ JORF 5 ]                            | Emil Wojtaszek (pl)     |       |
| ?                                 |                    | 28 avril 1976                         | [ JORF 6 ]                            | Tadeusz Olechowski      |       |
| ?                                 |                    | 20 novembre 1980                      | [ JORF 7 ]                            | Eugeniusz Kułaga        |       |
| ?                                 |                    | 7 décembre 1984                       | [ JORF 8 ]                            | Janusz Stefanowicz (pl) |       |
| 17 novembre 1988[réf. nécessaire] |                    | 6 avril 1989                          | [ JORF 9 ]                            | Ryszard Fijałkowski     |       |
| 9 janvier 1991[réf. nécessaire]   |                    | 14 février 1991                       | [ JORF 10 ]                           | Jerzy Łukaszewski       |       |
| ?                                 |                    | 4 septembre 1996                      | [ JORF 11 ]                           | Stefan Meller           |       |
| 9 avril 2001                      | [ MP 1 ]           | 6 juillet 2001                        | [ JORF 12 ]                           | Jan Tombiński (pl)      |       |
| 14 septembre 2007                 | [ MP 2 ]           | 19 février 2008                       | [ JORF 13 ]                           | Tomasz Orłowski         |       |
| 4 novembre 2014                   | [ MP 3 ]           | 29 janvier 2015                       | [ JORF 14 ]                           | Andrzej Byrt            |       |
| 12 juin 2017                      | [ MP 4 ]           | 13 octobre 2017                       | [ JORF 15 ]                           | Tomasz Młynarski        |       |
| 17 mars 2022                      | [ MP 5 ]           | 22 juillet 2022                       | [ JORF 16 ]                           | Jan Emeryk Rościszewski |       |

## Consulats
Outre la section consulaire de son ambassade à Paris, la Pologne possède un consulat général à Lyon, et des consulats honoraires à Lille, Marseille, Montpellier, Nancy, Nice, Rennes, Tours, Troyes et Toulouse. Le consulat de Lille a définitivement fermé ses portes en juin 2003.

## Galerie

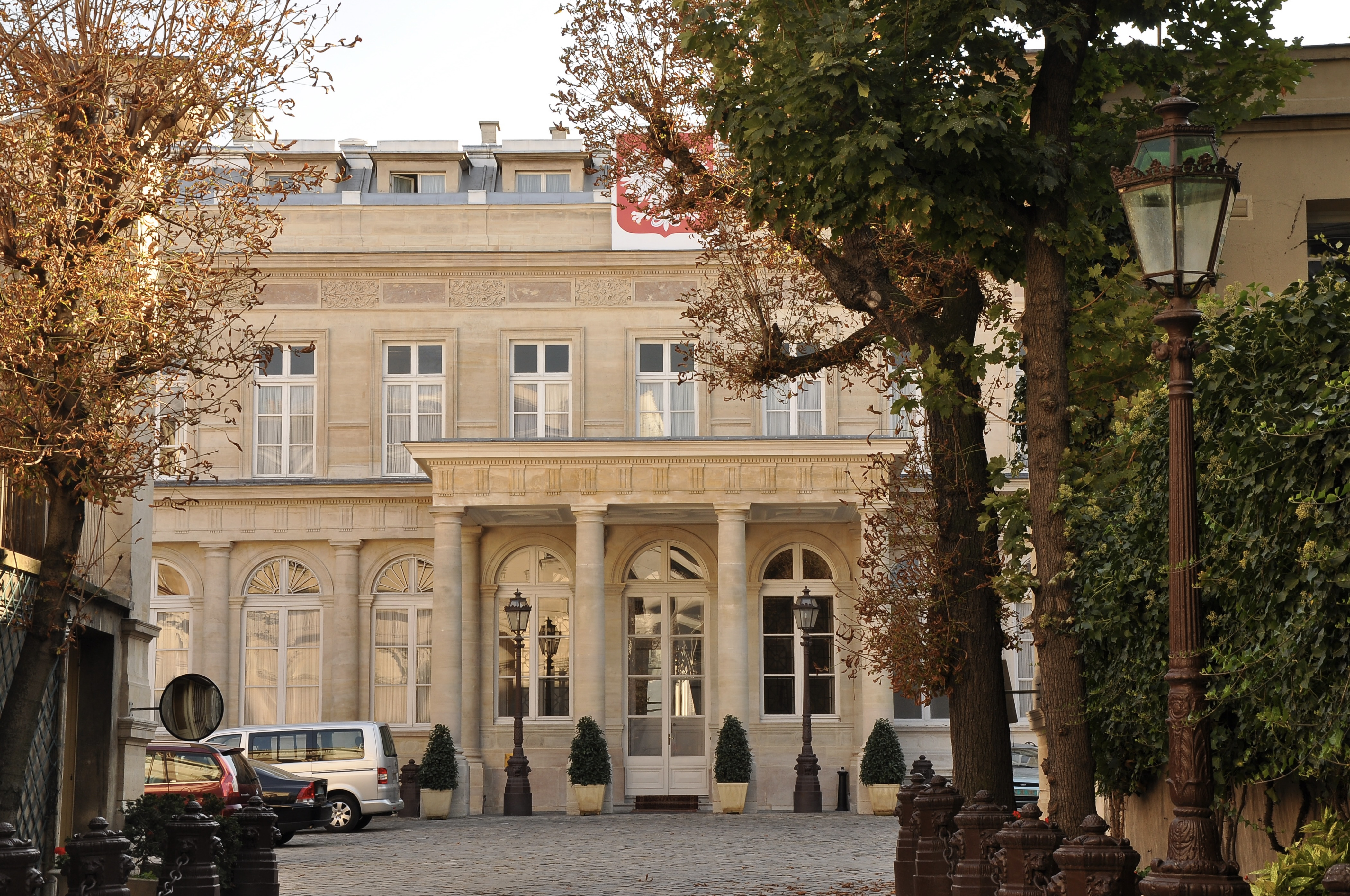
L'hôtel de Monaco, résidence de l'ambassadeur de Pologne à Paris.
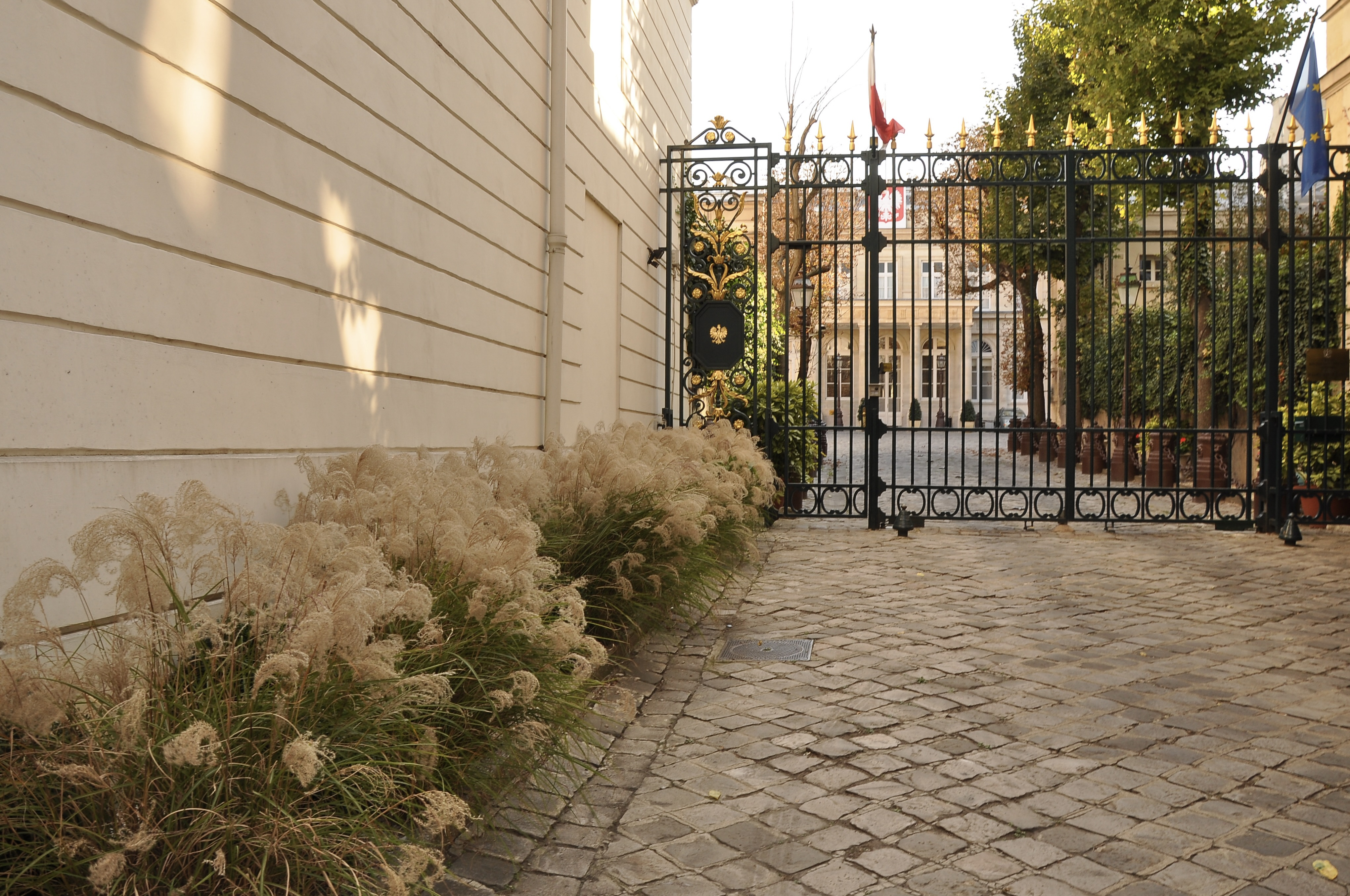
L'entrée de l'hôtel de Monaco à partir de la rue Saint-Dominique.
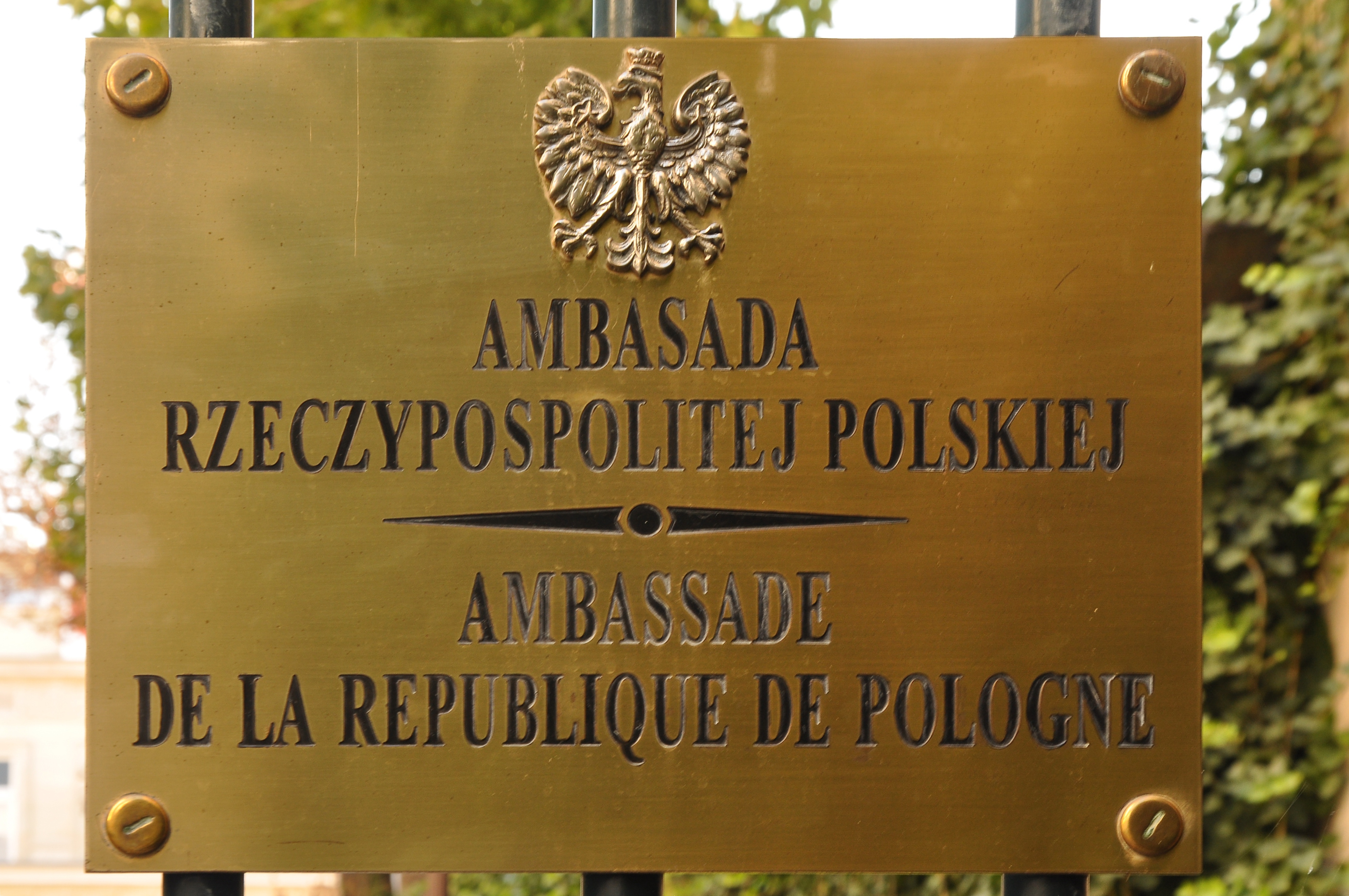
Plaque à l'entrée de l'hôtel de Monaco par la rue Saint-Dominique.
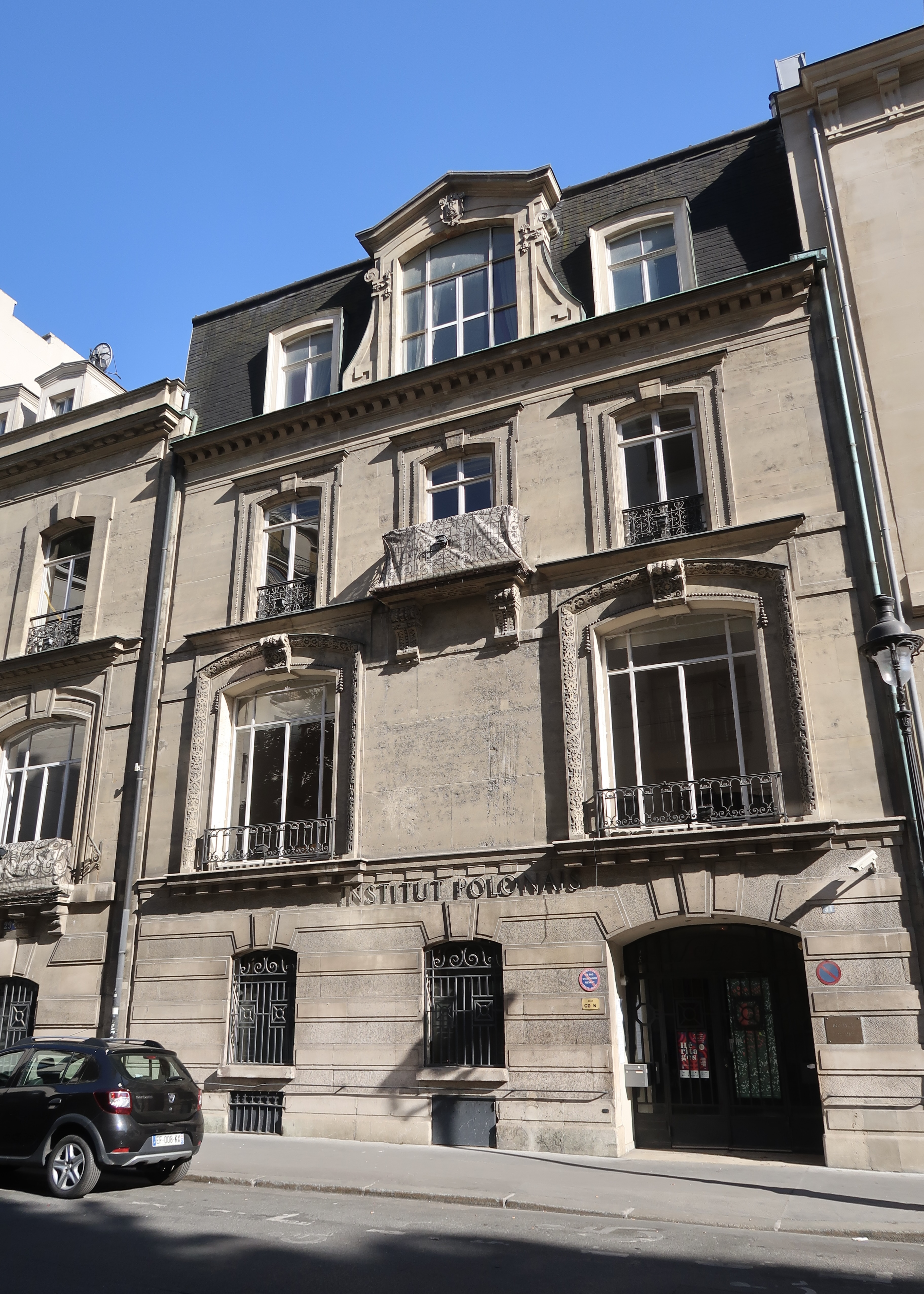
Institut polonais, 31 rue Jean-Goujon (8e arr.).
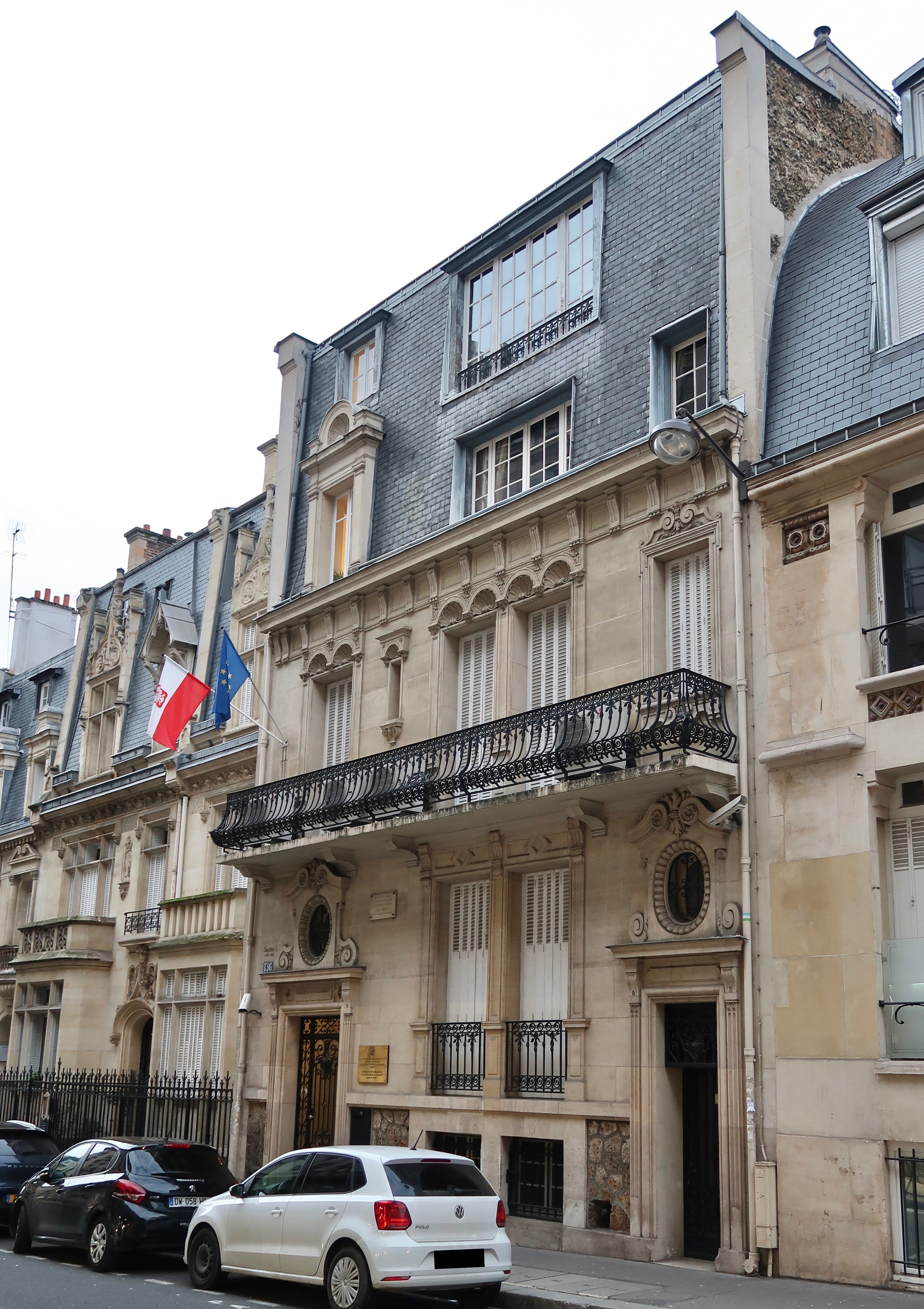
Délégation de Pologne auprès de l'OCDE, 136 rue de Longchamp (16e arr.).